# Liste des évêques de Göteborg

Armoiries de l'évêque de Göteborg.

L'évêque de Göteborg est un prélat de l'Église de Suède. Il est à la tête du diocèse de Göteborg et siège à la cathédrale de Göteborg.

## Liste des évêques de Göteborg
- 1665-1671 : Zacharias Klingius
- 1671-1678 : Laurentius Thoreri Billichius
- 1678-1689 : Daniel Larsson Wallerius
- 1689-1701 : Johan Carlberg
- 1701-1702 : Georg Wallin l'Ancien
- 1702-1703 : Laurentius Norrmannus
- 1703-1710 : Olaus Nezelius
- 1711-1725 : Johan Poppelman
- 1726-1731 : Erik Benzelius le Jeune
- 1731-1744 : Jacob Benzelius
- 1745-1760 : Georg Wallin le Jeune
- 1760-1780 : Erik Lamberg
- 1781-1819 : Johan Wingård
- 1818-1839 : Carl Fredrik af Wingård
- 1840-1856 : Anders Bruhn
- 1856-1888 : Gustaf Daniel Björck
- 1888-1929 : Edvard Herman Rodhe
- 1929-1948 : Carl Block
- 1949-1970 : Bo Giertz
- 1970-1991 : Bertil Gärtner
- 1991-2003 : Lars Eckerdal
- 2003-2011 : Carl Axel Aurelius
- depuis 2011 : Per Eckerdal